# محمود شحود
محمود شحود (3 فبراير 1976) هو لاعب كرة قدم لبناني سابق لعب كمهاجم، بدأ مسيرته المهنية في نادي العهد عام 1999، قبل أن ينضم إلى الأنصار عام 2004، وفي 2007 انتقل إلى نادي الحكمة، وانضم إلى نادي الأهلي صيدا في 2009، وتقاعد عام 2010، ومثل لبنان دولياً بين عامي 2000 و2004، وسجل أربعة أهداف في 19 مباراة.

## روابط خارجية
- محمود شحود على موقع قاعدة بيانات كرة القدم.إي يو (الإنجليزية)
- محمود شحود على موقع ناشيونال فوتبول تيمز (الإنجليزية)
- محمود شحود على موقع Soccerway.com (الإنجليزية)
- محمود شحود على موقع كووورة